# 앤 패커
앤 패커(Ann Elizabeth Packer, MBE, 1942년 3월 8일~)는 영국의 육상 선수로 1964년 도쿄 올림픽 800m 금메달리스트이다.
옥스퍼드셔주 멀스퍼드에서 태어나 리딩 육상 클럽의 회원으로서 국가 대표 팀에 뽑혔다. 1962년 코먼웰스 게임과 유럽 육상 선수권 대회에서 각각 400m 릴레이 2위와 3위를 하였다.
올림픽을 위해 도쿄로 떠난 패커는 자신이 우승할 가능성이 있다고 숙고된 400m에서 유럽 신기록 52.2초에 불구하고, 오스트레일리아의 베티 커스버트에게 밀려 2위를 하였다. 800m에서는 예선과 준결승전에서 각각 2분 12.6초와 2분 06.0초로 5위와 3위를 하였으며, 두개의 경주에서 2분 04.5초로 달린 프랑스의 마리본 뒤퓌뢰르에게 패하였다.
결승전에서는 400m 종점에서 뒤퓌뢰르의 뒤로 6위로 달리다가, 600m 종점에서는 세 번째로 달리기 시작하였다. 마지막 바퀴에서 선두로 달려 속력을 내면서 금메달 획득에 성공하였다. 그녀는 2분 01.1초와 함께 세계 기록을 깼다.
자신의 약혼자 로비 브라이트웰이 1600m 릴레이에서 2위를 한 후에 둘은 결혼하였으며, 패커는 육상에서 은퇴하였다. 1965년 남편 로비과 함께 대영 제국 훈장 5등급(MBE)을 받았다.